# طارق السكتيوي
طارق السكتيوي من (مواليد 13 مايو 1977، في فاس) في المغرب، لاعب كرة قدم سابق مغربي، ومدرب حاليا للمنتخب المغربي الأولمبي.

## مسيرته
بدأ مسيرته الكروية مع المغربي الفاسي في موسم 1996/1997، وفي عام 1997 انتقل إلى نادي أوكسير الفرنسي، ولعب معهم حتى عام 1999، وشارك معهم في 22 مباراة وسجل 4 أهداف، وفي عام 1999 انتقل إلى نادي ماريتيمو البرتغالي، ولعب معهم مباراتين، وفي موسم 1999/2000 انتقل إلى نادي نوشاتل السويسري، ولعب معهم 9 مباريات، وفي عام 2000 انتقل إلى فيلم تو تيلبورغ الهولندي، ولعب معهم حتى عام 2004، وشارك معهم في 73 مباراة وسجل 19 هدف، وفي عام 2004 انتقل إلى نادي إيه زد ألكمار الهولندي، ولعب معهم حتى عام 2006، وشارك معهم في 48 مباراة وسجل 10 أهداف، وفي عام 2007 أعير إلى آر كي سي فالفيك الهولندي، ولعب معهم 4 مباريات وسجل هدف واحد، ومنذ عام 2006 وهو يلعب مع نادي بورتو البرتغالي، إلى أن انتقل سنة 2009 إلى نادي عجمان الإماراتي من أجل أتمام مسيرته الاحترافية، التي يصفها طارق بالجيدة، ولذك نظرا لخوضها عدة نزالات بمختلف القارات، فبعد كل من أفريقيا، وأوروبا، ها هو يحط الرحال بآسيا، وفي سبتمبر 2010 انتقل السكتيوي إلى نادي المغرب الفاسي.

## الإنجازات

### إنجازات كلاعب
بورتو
- الدوري البرتغالي : 2006–07، 2007–08، 2008–09
- كأس البرتغال : 2008–09
- كأس السوبر البرتغالي : 2006

 المغرب الفاسي
- كأس الكونفيدرالية الأفريقية : 2011

 المغرب
- كأس الأمم الإفريقية تحت 20 :
  -  البطل : 1997
  - أفضل لاعب فالبطولة

### إنجازات كمدرب
المغرب الفاسي
- كأس العرش: 2016

 نهضة بركان
- كأس الكونفيدرالية الأفريقية: 2020

 المغرب الأولمبي
- برونزية كرة القدم الأولمبية: 2024[5]

## روابط خارجية
- طارق السكتيوي على موقع الاتحاد الدولي (مؤرشف)  (الإنجليزية)
- طارق السكتيوي على موقع قاعدة بيانات كرة القدم.إي يو (الإنجليزية)
- طارق السكتيوي على موقع بيانات كرة القدم. دي إي (الألمانية)
- طارق السكتيوي على موقع ليكيب (الفرنسية)
- طارق السكتيوي على موقع ناشيونال فوتبول تيمز (الإنجليزية)
- طارق السكتيوي على موقع Soccerbase.com (لاعب) (الإنجليزية)
- طارق السكتيوي على موقع Soccerway.com (الإنجليزية)
- طارق السكتيوي على موقع عالم كرة القدم.نت (الإنجليزية)
- طارق السكتيوي على موقع كووورة